# Копиллівська сільська рада
| Копиллівська сільська рада — орган місцевого самоврядування у Маневицькому районі Волинської області з адміністративним центром у с. Копилля. Історична дата утворення: в 1946 році. Водоймища на території, підпорядкованій даній раді: річка Стир. Сільській раді підпорядковані населені пункти: - с. Копилля |

## Склад ради
Рада складається з 14 депутатів та голови.

### Керівний склад ради
| ПІБ                          | Основні відомості                                                         | Дата обрання | Дата звільнення |
| ---------------------------- | ------------------------------------------------------------------------- | ------------ | --------------- |
| Лаврентієв Валерій Ульянович | Сільський голова, 1958 року народження, освіта, безпартійний              | 26.03.2006   | 04.06.2010      |
| Давидюк Костянтин Степанович | Сільський голова, 1961 року народження, освіта вища, член народної партії | 31.10.2010   |                 |

Примітка: таблиця складена за даними джерела

## Населення
Згідно з переписом УРСР 1989 року чисельність наявного населення сільської ради становила 1932 особи, з яких 998 чоловіків та  953 жінок.
За переписом населення України 2001 року в сільській раді мешкали 874 особи. 100 % населення вказало своєю рідною мовою українську мову.